# Wollenberg (Rheinisches Schiefergebirge)
Der Wollenberg ist ein 474 m hoher, komplett bewaldeter Berg im Landkreis Marburg-Biedenkopf, Hessen. Er ist einer der östlichsten Berge des  Rheinischen Schiefergebirges. Auf seinem höchsten Gipfel lag einst die Burg Eckelskirche, von der heute nur noch Reste vorhanden sind.

## Lage

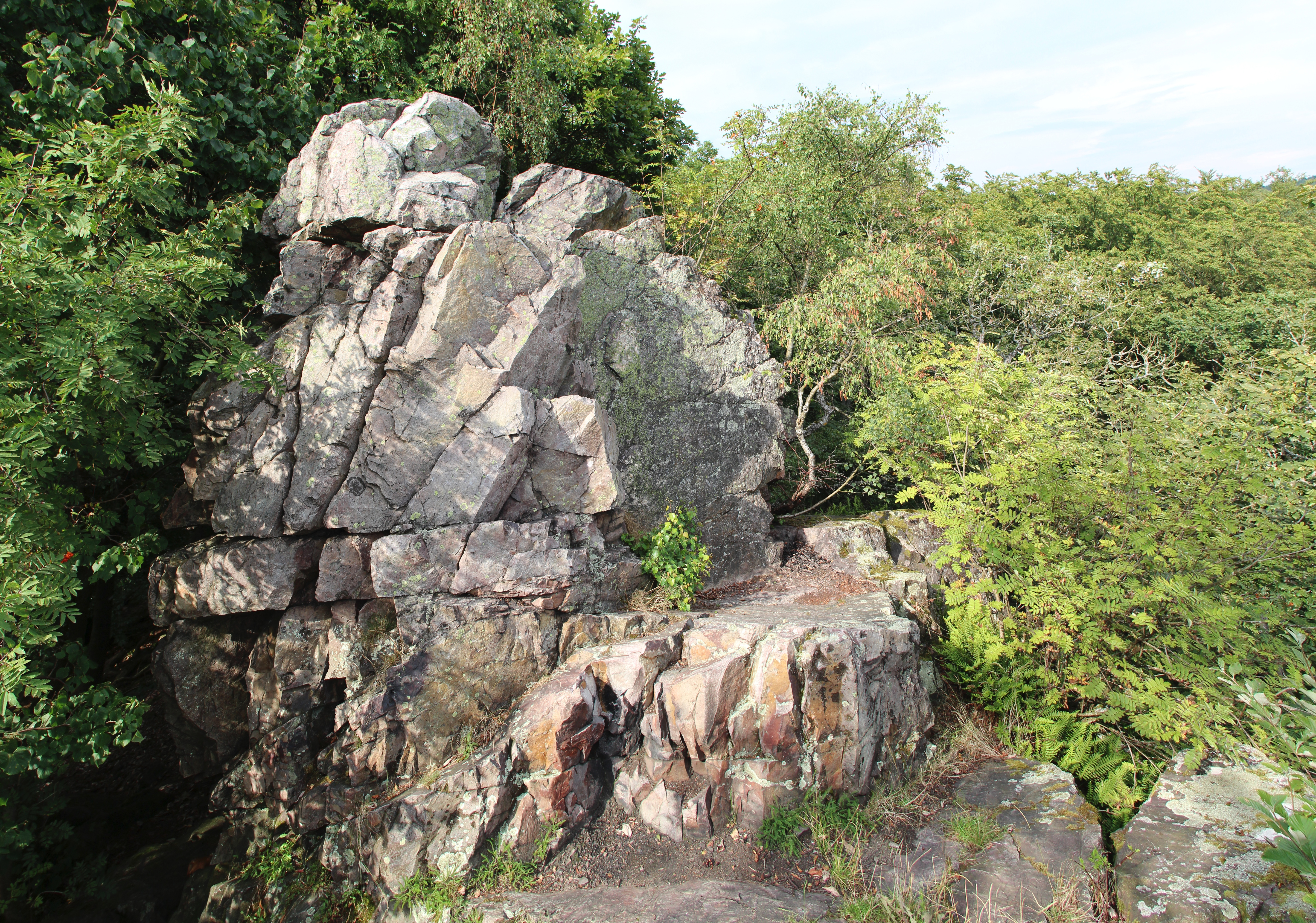
Die Wichtelhäuser Steine, eine Felsformation am südwestlichen Hang des Wollenbergs nahe Brungershausen

Südwestlich von Wetter erhebt sich der rund 14 km² große Staatsforst Wetter-West. Der Berg besteht aus den drei Hauptgipfeln Norn (422 m ü. NN) im Norden und den südlichen Wollenberg (467 m) und Eckelskirche (474 m – mit spärlichen Überresten der Burg Eckelskirche). Damit überragt er die Wetteraner Oberstadt immerhin um etwa 200 m und den bekannten Christenberg (387 m) bei Münchhausen um fast 90 m. Eingerahmt wird das Waldgebiet von den zu Wetter gehörenden Ortschaften Amönau und Oberndorf im Norden, Warzenbach im Westen sowie den Lahntaler Ortsteilen Brungershausen im Südwesten, Caldern(-Nord) im Süden und Sterzhausen im Südwesten.

## Naturräumliche Zuordnung
Der Wollenberg ist die (süd-)östlichste der Sackpfeifen-Vorhöhen, die das Rothaargebirge um die 674 Meter hohe Sackpfeife nach Osten abdachen und als Teil des Ostsauerländer Gebirgsrandes den Ostabschluss des Süderberglandes bzw. des Rheinischen Schiefergebirges bilden.
Mit den eigentlichen Sackpfeifen-Vorhöhen ist der Wollenberg nach Westen durch einen schmalen, bewaldeten Korridor nach Westen zum 460 m hohen Homberg verbunden, während er nach Norden und Osten von der Wetschaft-Senke umschlossen wird, die den Burgwald und damit das Westhessische Bergland einleitet. Nach Südwesten stößt seine Flanke ans Obere Lahntal.
Im Handbuches der naturräumlichen Gliederung Deutschlands war der Berg 1957 noch, wie auch ein großer Teil der sich westlich anschließenden Vorhöhen, dem Gladenbacher Bergland zugerechnet worden, was jedoch im Einzelblatt Marburg des gleichen Instituts korrigiert wurde.
Geologisch ist der Wollenberg der nordöstlichste Berg der Hörre-Zone, die fast komplett im Gladenbacher Bergland liegt, sich nach Südosten jedoch bis in den eigentlichen Westerwald zieht.
Der Wollenberg ist ein Teil des Natura 2000 FFH-Gebiets „Lahnhänge zwischen Biedenkopf und Marburg“ (Nummer 5017-305).
|  |